# Euthalia irrubescens

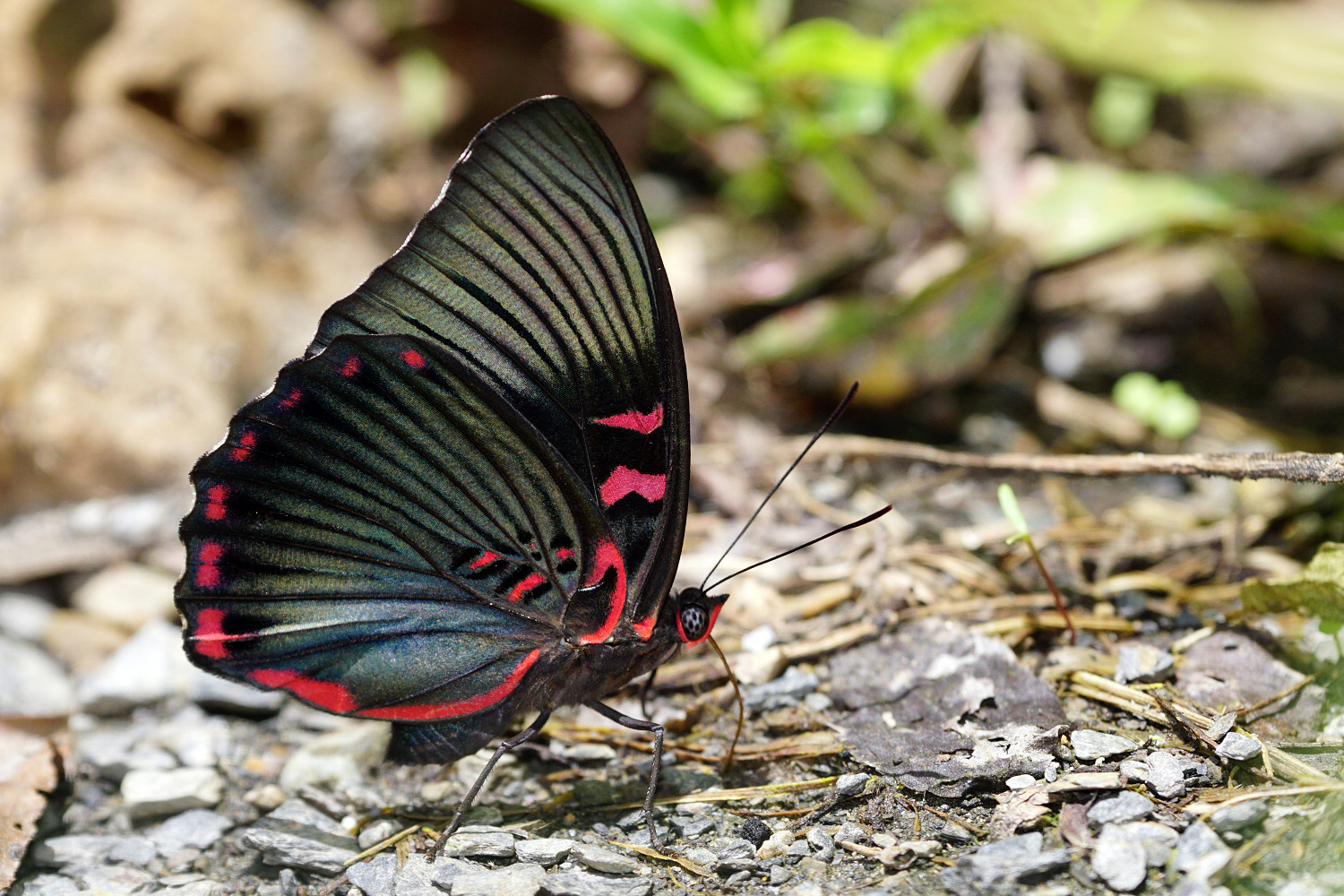
Flügelunterseite

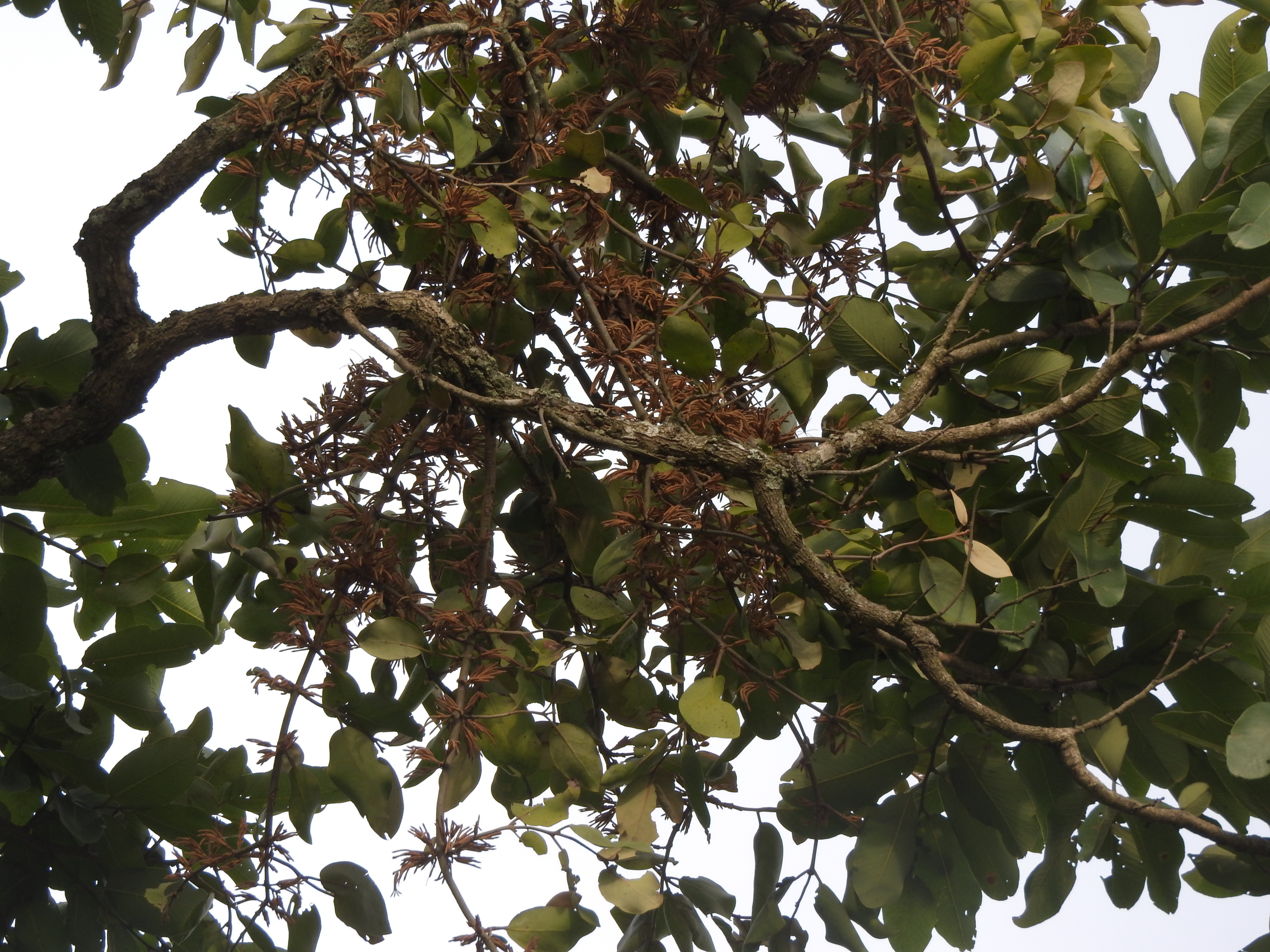
Scurrula parasitica, eine Nahrungspflanze der Raupen

Euthalia irrubescens ist ein in Asien vorkommender Schmetterling (Tagfalter) aus der Familie der Edelfalter (Nymphalidae).

## Merkmale

### Falter
Die Vorderflügellänge der Falter beträgt 32 bis 41 Millimeter, wobei die Männchen etwas kleiner sind. Beiden Geschlechtern gemeinsam ist die gelbgrüne bis blaugrüne Grundfarbe der Flügeloberseiten, die von den schwarzen Adern sehr deutlich durchschnitten wird. Am Vorderrand der Vorderflügel heben sich zwei rote Makel ab. Der Analwinkel der Hinterflügel ist rötlich gefärbt. Farbe und Zeichnung der Vorderflügel scheinen auf die Flügelunterseiten hindurch.

### Raupe
Ausgewachsene Raupen sind grün gefärbt. Von jedem Körpersegment gehen seitlich tannenzweigähnliche, stachelige Auswüchse ab, die am Ende rosa gefärbt sind. Die weiße Rückenlinie ist mit großen rosafarbenen Flecken versehen.

## Verbreitung und Lebensraum
Die Art kommt im Südosten Chinas vor und besiedelt in erster Linie hügelige Laubwälder. Auf Taiwan ist sie durch die Unterart Euthalia irrubescens fulguralis vertreten.

## Lebensweise
Die Falter fliegen zwischen Juni und August. Sie saugen gerne an feuchten Erdstellen oder überreifen Früchten, um Flüssigkeit und Mineralstoffe aufzunehmen. Die Raupen ernähren sich von den Blättern der vorzugsweise auf Maulbeerbäumen (Morus) angesiedelten mistelartigen Riemenblumengewächsen (Loranthaceae) Taxillus limprichtii und Taxillus nigrans sowie von Scurrula liquidambaricolus, Scurrula ritozanensis und Scurrula parasitica.